# Stefano Lomellini
Stefano Lomellini (ur. 1683 w Genui, zm. 1753 tamże) – genueński polityk. 
Od 28 marca 1752 do 3 czerwca 1752 roku był dożą Republiki Genui.